# Cmentarz Przemienienia Pańskiego w Żywcu
Cmentarz Przemienienia Pańskiego w Żywcu – cmentarz parafialny parafii Narodzenia Najświętszej Marii Panny, znajdujący się w żywieckiej dzielnicy Śródmieście, przy ul. Komonieckiego.
Na terenie cmentarza znajduje się Kościół Przemienienia Pańskiego, pełniący funkcję kaplicy cmentarnej. Cmentarz powstał w XVIII wieku. Jego założycielem był wójt żywiecki, Andrzej Komoniecki, który w 1705 roku zbudował kaplicę. Był kilkakrotnie powiększany i wciąż odbywają się na nim pochówki.
Na cmentarzu spoczywa wielu zasłużonych mieszkańców miasta, wśród nich m.in.:
- ks. proboszcz Franciszek Augustyn
- ks. profesor Józef Kajdas
- Jan Czajowski – dyrektor browaru żywieckiego
- Michał Kornicki – adwokat i burmistrz.
- Kazimierz Zarzycki – poseł na Sejm RP IV kadencji i dziennikarz

W obrębie cmentarza znajdują się także kwatery żołnierzy poległych w czasie I wojny światowej, żywieckich legionistów i symboliczny grób więźniów politycznych z Oświęcimia.

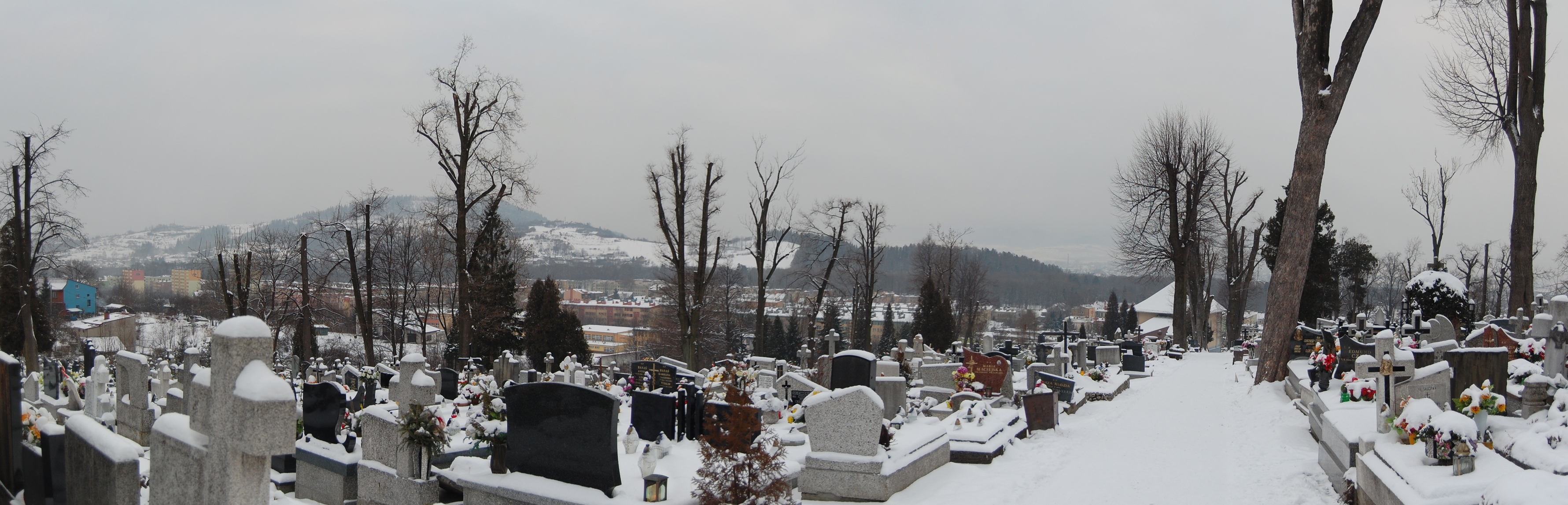
Cmentarz widziany z głównej alei